# Trogoxylon parallelipipedum
Trogoxylon parallelipipedum is een keversoort uit de familie boorkevers (Bostrichidae). De wetenschappelijke naam van de soort is voor het eerst geldig gepubliceerd in 1846 door Melsheimer.